# Увал
Увал (относится к мезоформам) — вытянутая возвышенность с плоской, слегка выпуклой или волнистой вершиной и пологими склонами.
Относительная высота увала не превышает 200 метров. Увалы могут образоваться в результате расчленения равнины параллельными долинами. Иногда причиной образования увалов являются пологие поднятия земной коры.
Некоторые увалы имеют собственные имена (например, Вятский Увал, Киргишанский увал).